# Sound of White Noise
Sound of White Noise ist das sechste Studioalbum der US-amerikanischen Thrash-Metal-Band Anthrax. Es wurde am 25. Mai 1993 via Elektra Records veröffentlicht.

## Entstehung
Sound of White Noise stellt einen Wendepunkt in der Bandkarriere dar. Armored-Saint-Sänger John Bush übernahm den Gesangsposten von Joey Belladonna; musikalisch ergaben sich ebenfalls starke Veränderungen. Produziert wurde das Album von Dave Jerden (u. a. Alice in Chains) und der Band. Während der Aufnahmen entstand noch das Lied Poison My Eyes, das für den Soundtrack des Filmes Last Action Hero verwendet wurde.
Der Titel des Liedes C11H17N2O2S Na bezieht sich auf die chemische Substanz Thiopental. „Potter’s Field“ ist ein Friedhof in New York City, auf dem die Überreste abgetriebener Kinder begraben werden.

## Rezeption
Sound of White Noise stieg in den US-amerikanischen Albumcharts auf Platz sieben ein. Dies ist bis heute der höchste Charteinstieg für die Band. Für über 500.000 verkaufte Einheiten in den USA erhielt das Album von der RIAA eine Goldene Schallplatte.
Metallica-Sänger James Hetfield bezeichnete das Lied Only als „perfekten Song“.

## Versionen
Das Album erschien als CD und LP. Darüber hinaus gab es eine limitierte CD-Version mit einem Schädel auf dem Jewelcase. Die japanische Version enthält die Lieder Noisegate, Cowboy Song (Thin-Lizzy-Coverversion), Auf Wiedersehen (Cheap-Trick-Coverversion) und Looking Down the Barrel of a Gun (Beastie-Boys-Coverversion). Looking Down the Barrel of a Gun wurde außerdem für den Sampler The Beavis and Butt-Head-Experience verwendet.

## Titelliste
1. Potter’s Field – 5:00
2. Only – 4:56
3. Room for One More – 4:54
4. Packaged Rebellion – 6:18
5. Hy Pro Glo – 4:30
6. Invisible – 6:09
7. 1000 Points of Hate – 5:00
8. Black Lodge – 5:22
9. C11H17N2O2S Na – 4:24
10. Burst – 3:35
11. This is Not an Exit – 6:49

Alle Lieder wurden von Frank Bello, Charlie Benante, John Bush und Scott Ian geschrieben. Beim Lied Black Lodge hat zusätzlich Angelo Badalamenti mitgewirkt.

## Wiederveröffentlichung
1998 strich Elektra Records das Album aus ihrem Katalog. Dadurch war das Album für mehrere Jahre nicht mehr erhältlich. Nach dem großen Erfolg des Albums We’ve Come for You All erwarb Nuclear Blast im Jahre 2003 die Rechte an Sound of White Noise und dem Nachfolger Stomp 442. Die vier Bonuslieder wurden ursprünglich als B-Seiten der Singles verwendet.

### Titelliste
1. Potter’s Field – 5:00
2. Only – 4:56
3. Room for One More – 4:54
4. Packaged Rebellion – 6:18
5. Hy Pro Glo – 4:30
6. Invisible – 6:09
7. 1000 Points of Hate – 5:00
8. Black Lodge – 5:22
9. C11H17N2O2S Na – 4:24
10. Burst – 3:35
11. This is Not an Exit – 6:49
12. Auf Wiedersehen (Cheap-Trick-Coverversion) – 4:25
13. Cowboy Song (Thin-Lizzy-Coverversion) – 5:06
14. London (The-Smiths-Coverversion) – 3:33
15. Black Lodge (Strings Mix) – 3:10

Dazu gibt es eine Bonus-CD mit den Videoclips zu Only, Room for One More, Hy Pro Glo und Black Lodge.